# Orontes III
Orontes III (en armenio: Երուանդ Գ, Yervand III) fue rey de Armenia. Durante su reinado luchó por el control del reino de Sofene con Antíoco II Theos hasta que fue derrotado en 272 a. C. y tuvo para pagar un gran tributo que incluía 300 talentos de plata y 1,000 caballos y mulas. Orontes III fue posteriormente asesinado en 260 a. C., si a instancias de Antíoco Io desconocemos. Su hijo, Sames, continuó gobernando en Sofene.